# Dubrovački forum
Dubrovački forum je godišnji diplomatsko-politički skup u Dubrovniku pod predsjedanjem hrvatske Vlade i Ministarstva vanjskih poslova. Okuplja ministre vanjskih poslova, diplomate, tajnike i političare. Čine ga panel-rasprave (koje se dijele na europske, transatlantske i međunarodne), izlaganja i bilateralni sastanci.
Na forumu redovito sudjeluju predstavnici NATO-a, SAD-a, raznih članica EU-a, ali i drugih organizacija i država.